# Nygotik
Nygotik var en stilretning i 1800-tallet i arkitektur og kunsthåndværk, der genoptog gotikkens formsprog. Den er en fase af historicismen. Stilen vandt allerede frem i 1700-tallets England, hvor man sværmede for middelalderen.
Den nygotiske stil kendes blandt andet fra Parlamentet og Tower Bridge i London. I Frankrig og Tyskland var stilen meget anvendt i kirker. Den kan også ses i flere af de ældre skyskrabere i New York og Chicago. Det tidligste eksempel i Danmark er Peder Mallings hovedbygning til Københavns Universitet fra 1835, hvor klassicisme på sælsom vis blandes med gotik. Af kirker er Sankt Johannes Kirke på Nørrebro og den katolske Vor Frue Kirke i Århus.
Inden for kunsthåndværk er dronning Caroline Amalies bibliotek i Christian VIII's Palæ på Amalienborg.